# Aechmea fosteriana
Aechmea fosteriana (bromelia de Foster) es una especie botánica de bromeliácea nativa de Brasil, típica de áreas costeras de Espírito Santo. Muy usada como planta ornamental.

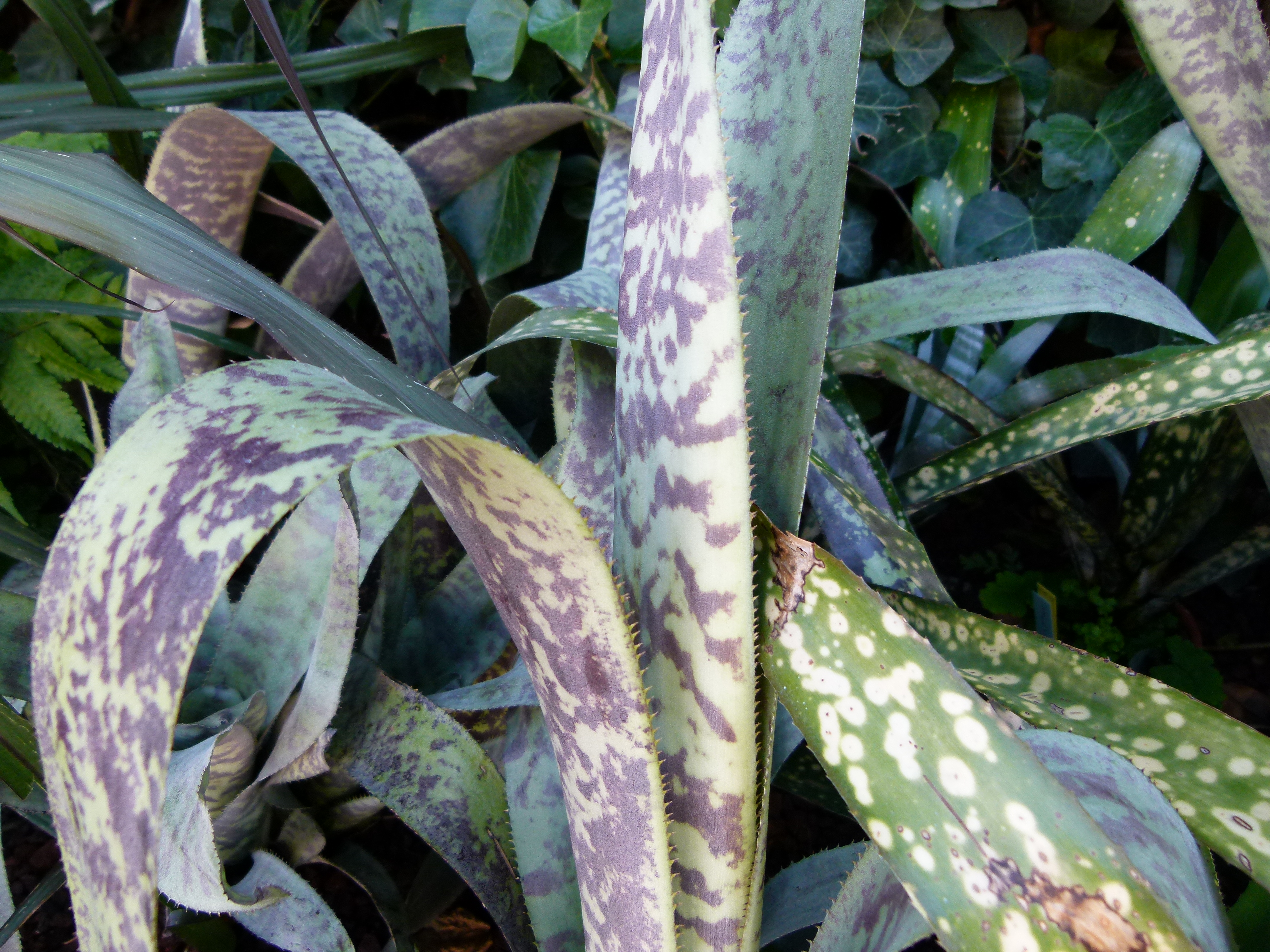
Detalle de la planta

## Cultivares
- Aechmea 'Bert'
- Aechmea 'Chantifost'
- Aechmea 'Foster's Chant'
- Aechmea 'Kimberley'
- Aechmea 'Little Bert'
- xCanmea 'Majo'

## Taxonomía
Aechmea fosteriana fue descrita por Lyman Bradford Smith y publicado en Arquivos de Botânica do Estado de São Paulo II. 154: Pl 67. 1941.
Etimología
Aechmea: nombre genérico que deriva del griego akme ("punta"), en alusión a los picos rígidos con los que está equipado el cáliz.
fosteriana: epíteto
Variedades
- Aechmea fosteriana subsp. fosteriana
- Aechmea fosteriana subsp. rupicola Leme (enlace roto disponible en Internet Archive; véase el historial, la primera versión y la última).[2][3]